# 香港要求遣返難民大聯盟
香港要求遣返難民大聯盟，是一個關注來港難民問題的組織。大聯盟的召集人是李梓敬，副召集人是李鎮強。

## 政治主張
大聯盟的主要訴求，是反對在港有案底的難民繼續留港反要求港府檢視難民政策。
其發言人張景勛先生認為“有若干集團為免遣返聲請人提供全面的服務，包括為他們安排前往香港的交通、協助他們提出免遣返聲請、提供法律意見，以及安排聲請人非法受僱”。
其召集人李梓敬認為“若港府加快處理聲請程序，只吸引更多難民來港，解決根本問題須中央出面，指明公約不適用於本港，明白公約某程度上保障人權，但要平衡本港利益，不可能因退出會損害形象而犧牲港人利益。”